# Simon Wiesenthal
Simon Wiesenthal (Bučač, 31. prosinca 1908. – Beč, 20. rujna 2005.), austrijsko-židovski građevinski inženjer. 
Za vrijeme Drugog svjetskog rata bio je žrtvom nacističkih progona. Nakon rata posvećuje se lovu na odbjegle naciste i brojne ratne zločince privodi pravdi. Godine 1977. osnovao je Simon Wiesenthal Centar sa sjedištem u Los Angelesu, koji i danas djeluje s istom svrhom.